# Mormodes rolfeana
Mormodes rolfeana är en orkidéart som beskrevs av Lucien Linden. Mormodes rolfeana ingår i släktet Mormodes och familjen orkidéer. Inga underarter finns listade i Catalogue of Life.